# Andělice (přítok Chodské Úhlavy)
Andělice je potok na Šumavě v povodí Úhlavy.

## Průběh toku
Andělice pramení na soukromém pozemku v obci Kdyně, místní části Branišov (k. ú. Branišov na Šumavě) u č. p. 4 na jih od vrcholu kopce Koráb. Z Branišova vodní tok míří přes lesy k jihu, přes místní část Dobříkov (k. ú. Dobříkov na Šumavě). Od Dobříkova teče přes nezalesněná území stále k jihu, až ke křížení se silnicí Kdyně – Klatovy. Za tímto křížením se stáčí směrem na jihovýchod. Přes lokality Petrákův mlýn, Maškův mlýn až k lokalitě Nový mlýn vede stále jihovýchodním směrem po lučních pozemcích. Mezi Novým mlýnem a lokalitou U Blahníků protéká lesem. Dále opět po lukách až k obci Pocinovice, jejíž katastr už neopustí. Za Pocinovicemi se stočí zpět směrem na jih a u Stříbrného mlýna se jako pravostranný přítok vlévá do Chodské Úhlavy, která se zhruba po pěti stech metrech vlévá do Úhlavy.